# Gårdsviksfjället
Gårdsviksfjället är ett naturreservat i Arvika, Grums och Säffle kommuner i Värmland.
Naturreservatet avsattes 2012 och är 158 hektar stort. Det ligger 4,5 km sydväst om Värmskogs kyrka. Det ligger i huvudsakligen i Säffle kommun men berör även Arvika och Grums kommuner.

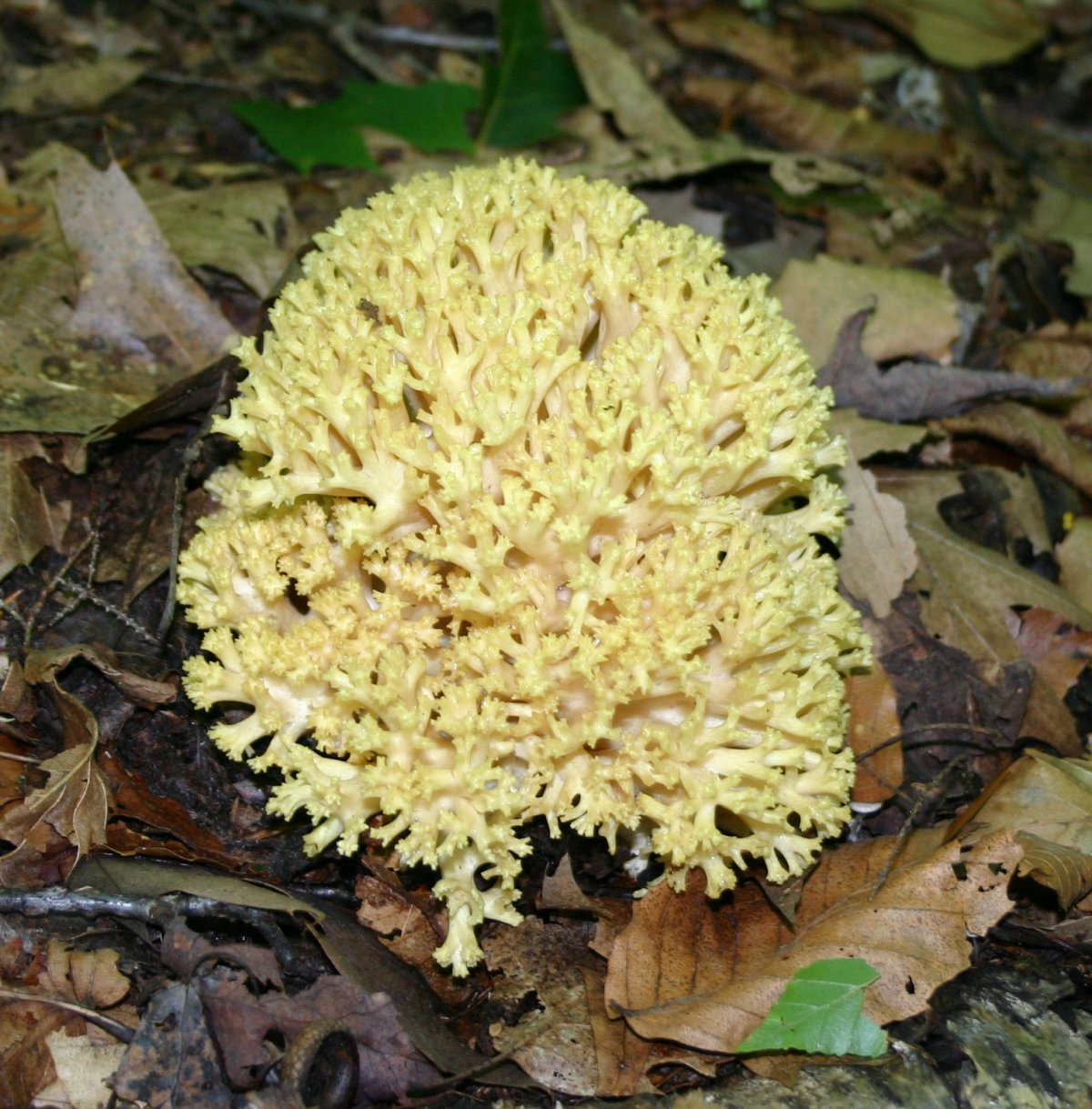
Kandelabersvamp

Området är fördelat på två delområden som båda gränsar till Lilla Värmeln i öster. Där i öster är terrängen brant och blockig. I väster gränsar området till Gillbergadalen. Själva Gårdsviksfjället består av en talldominerad höjdplatå som når 190 meter över havet.
Inom reservatet finns även lövskog och ett rikt fågelliv. Regelbundet noteras mindre hackspett, tretåig hackspett, gröngöling, stjärtmes, entita och gråspett.
Där finns flera hotade och ovanliga djur och växter hittats, t.ex. kandelabersvamp, dvärgbägarlav och jättesvampmal. 
Andra arter som hittats i området är violettgrå tagellav, dvärgbägarlav och kandelabersvamp.